# Entente sportive de Viry-Châtillon (football)
Maillots
L'Entente Sportive Viry-Châtillon est un club français de football basé à Viry-Châtillon, fondé en 1958 par la fusion de l'Union Sportive de Viry (1932-1958) et du FC Viry (1952-1958).
L'ES Viry-Châtillon évolue au stade Henri Longuet, du nom de l'industriel qui était député de la 15e circonscription de Seine-et-Oise (Entente démocratique) de 1958 à 1962. Le club de Viry joua une saison en Division 2 (1982-1983) et douze saisons en Division 3 entre 1976 et 2003. Les joueurs de l'ES Viry, en plus d'avoir les mêmes couleurs que celles du FC Nantes partagent également le même surnom : Les Canaris.
Grâce à ses éducateurs et formateurs, le club a été pendant longtemps le phare du football en Essonne, avec notamment Pierre Morin qui fut de ses éducateurs les plus marquants.

## Historique

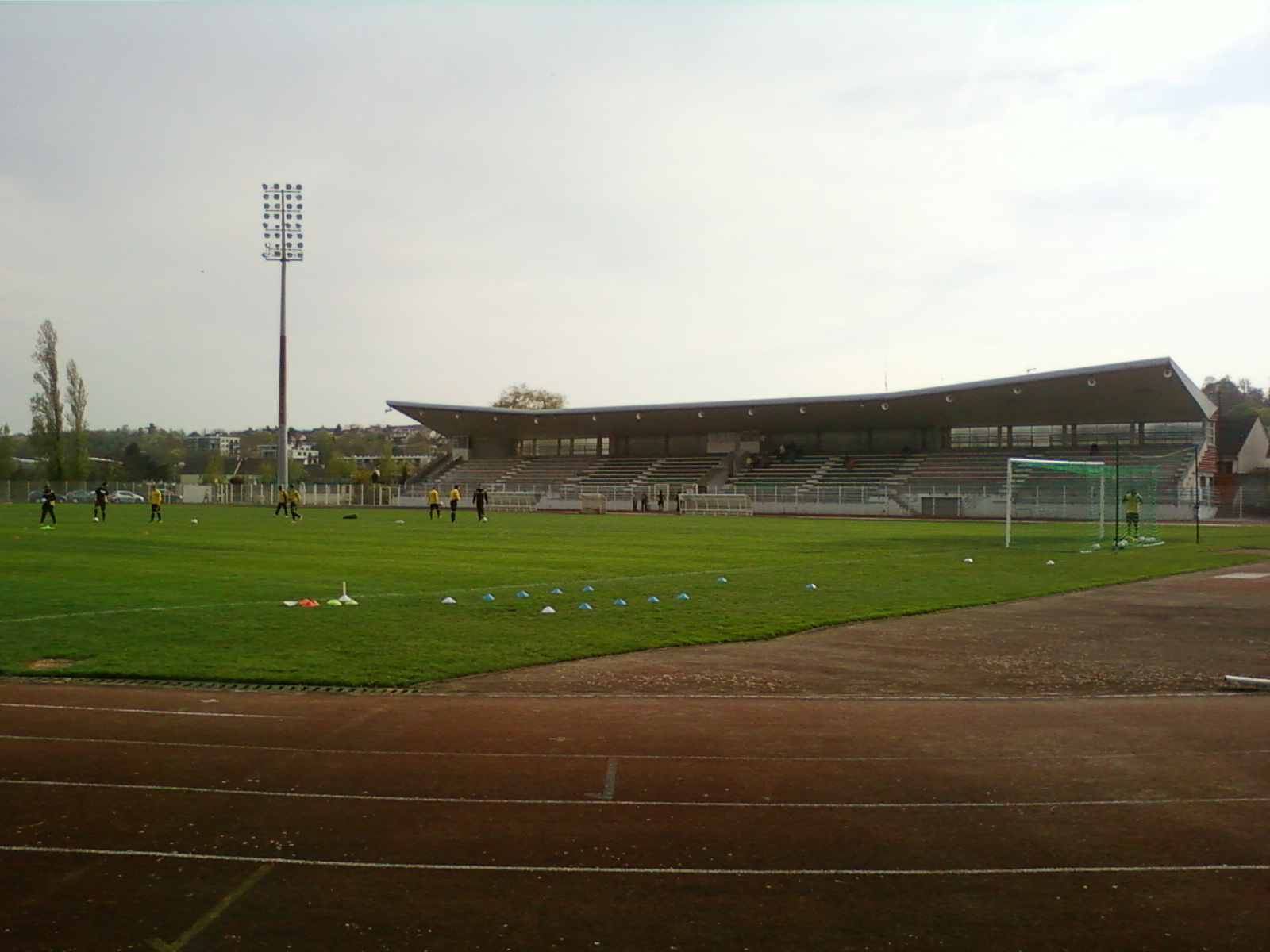
Le stade Henri-Longuet où évolue l'équipe à domicile

En 1932 naissait à Viry-Châtillon, l’Union sportive de Viry sous l’égide de la FSGT (Fédération sportive et gymnique du travail). 
En 1952, certains des dirigeants quittent l’Union sportive de Viry, pour fonder le FC Viry, sous l’égide de la FFF, qui adopte pour couleur le vert. 
En 1958, les deux clubs, dirigés pour la FSGT par Messieurs Porquet et Pierre, pour la FFF par Messieurs Boulanger et Villadier, fusionnent pour donner naissance à l’ESM Viry dont les couleurs sont le jaune et le vert.
En 1959, l’ESMVC adhère à l’Entente Sportive Municipale de Viry-Châtillon omnisports. L'ESMC devient l’ESVC en 1965. Le M signifiant municipal disparaît alors. En 1982, son nom devient, par usage, ESV, puis ES Viry pour finalement s’appeler aujourd'hui l’ES Viry-Châtillon.
Le club ne cesse de monter de division en division en passant par la PH en 1961 et la DHR en 1967. Le club évolue dès 1969 en Division d'Honneur. Le titre de champion de Paris 1976 ouvre ensuite à Viry l'accès aux championnats nationaux. L'ESV atteint son apogée sportive en 1982 en étant promue en Division 2. Ne signant que cinq victoires en trente-quatre matchs, le club est logiquement relégué au printemps 1983.
Le club se stabilise ensuite dans l’ancienne D3 et remonte en National en 2002 pour évoluer ensuite en CFA.
En Coupe de France, le meilleur parcours du club reste celui de 1977-78 qui le mena en seizième de finale avec une élimination en match aller-retour face au Gazélec d'Ajaccio (1-1 dans l'Essonne ; 1-3 en Corse).
Viry dispute également plusieurs fois les 32èmes de finale, notamment le 5 janvier 2008 à Viry-Châtillon contre le SC Bastia (défaite 2-5). Trois ans auparavant, Viry avait affronté, au même niveau de la compétition, le 8 janvier 2005 à Bondoufle, le champion de France en titre : l'Olympique lyonnais (défaite 0-2).
Au cours de la saison 2018-2019, le club réussit l'exploit d'éliminer le SCO d'Angers, pensionnaire de Ligue 1, sur le score de 1-0, en 32e de finale de la Coupe de France et accède pour la première fois depuis quarante ans aux 16e de finale.

## Palmarès
- 1 saison en D2 : 1982-1983
- 12 saisons en D3 :
- Premier (non champion) de Division 4 (Groupe B) : 1987
- Premier (non champion) de Division 4 (Groupe F) : 1991
- Champion DH Paris : 1976
- Finaliste de la Coupe Gambardella : 1969, 1976

## Personnalités du club

### Présidents

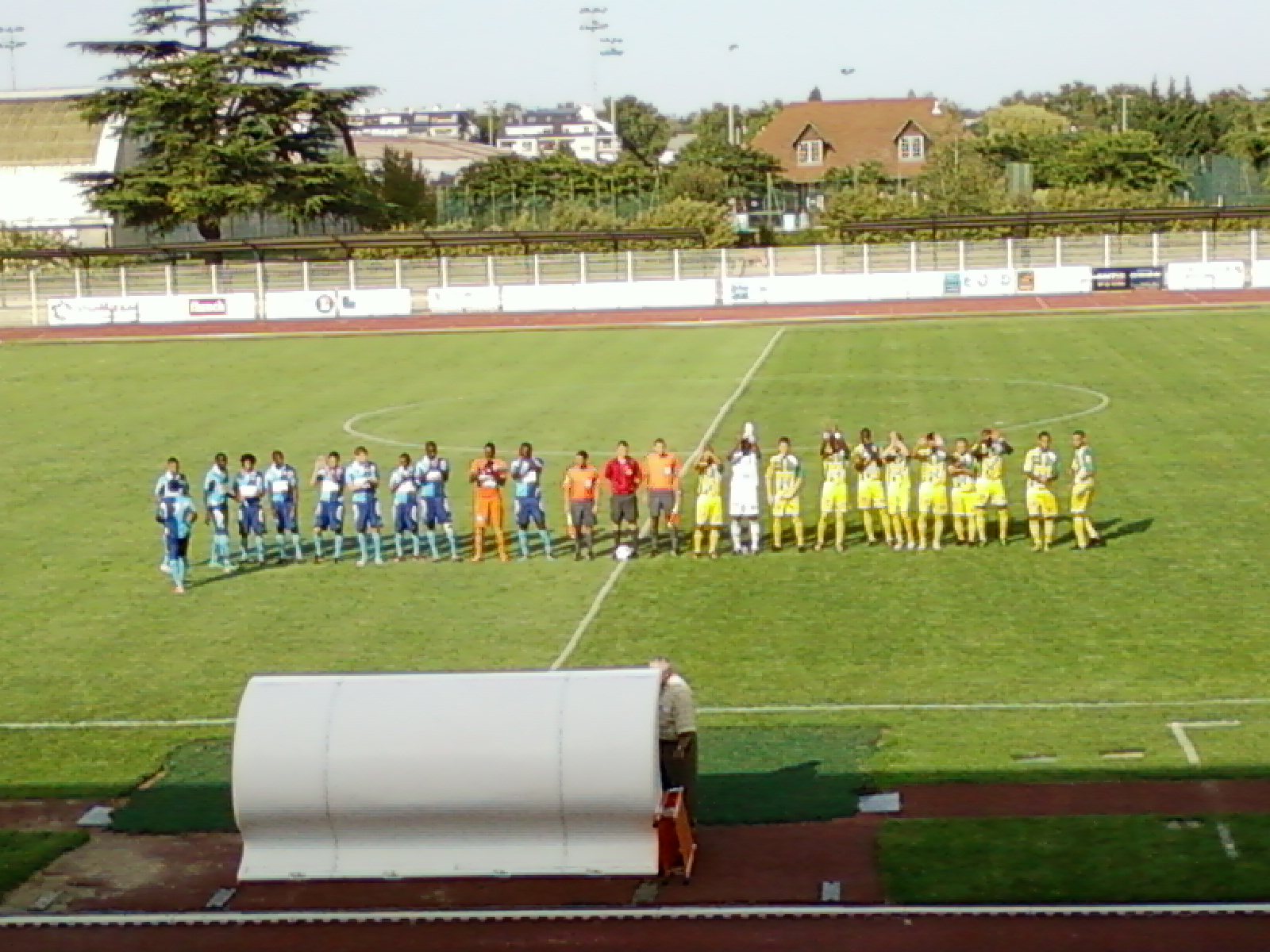
Présentation de l'équipe lors du match contre le Havre AC B du 20 août 2011 au stade Henri Longuet

- 1958-1960 :  Robert Bretant
- 1960-1980 :  Gaston Villadier
- 1980-1982 :  Barthélémy Chiama
- 1982-1997 :  Guy Loubet
- 1997-2002 :  Yann Guen
- 2002-2005 :  François Ruiz
- 2005-2007 :  Yann Guen
- 2007-2009 :  Stéphane San Pedro
- 2009-février 2019 :  Pascal Mazeau
- Février 2019- :  Mourad Tahri

### Entraîneurs
(liste non exhaustive)
- 1975-1984 :  Jean-Louis Coustillet
- 1984-1988 :  André Guesdon
- 1990-1992 :  Patrick Gonfalone
- ? :  Philippe Lallemant
- 1994-1998 :  Christophe Desbouillons
- 1998-déc. 2003 :  Jean-Marc Pilorget
- Janv. 2004-juin 2005 :  Jean-Pierre Orts
- Juin 2005-oct. 2005 :  Jean-Claude Ségura
- octobre 2005-2006 :  Alex Di Rocco et Pascal Poirier
- 2006-2007 :  Alex Di Rocco
- 2007-2009 :  Stéphane Cabrelli
- Mai 2010-avr. 2012 :  Isaac N'Gata
- 2012-2013 :  Patty Badjoko-Kuba
- 2013-2020 :  Walid Aïchour
- 2020- :  Mahmoud Charif et  Abdelhak Bensaïdi

### Anciens joueurs
En tant que club phare du football essonnien, l'ES Viry-Châtillon a vu passer de nombreux joueurs devenus professionnels dans ses équipes de jeunes : Rudi Garcia, Christophe Deguerville, Cédric Daury, Philippe Cuervo, Aliou Cissé, Chris Mavinga, Jonathan Zebina ou Paul-Georges Ntep ; le plus célèbre étant l'international français champion du monde 1998 Thierry Henry.

## Identité visuelle

Ancien logo
Logo jusqu'en 2020.
Logo depuis 2020.